# Aelurillus blandus
Aelurillus blandus (лат.) — вид пауков рода Aelurillus из семейства пауков-скакунчиков (Salticidae).

## Распространение
Восточное Средиземноморье: Греция, Крит.

## Описание
Пальпы самцов жёлтые, покрыты белыми волосками. Эмболюс зубцевидный на конце. Ппросома темно-коричневая, с белым дорзальным центральным пятном. Стернум коричневый. Хелицеры оранжево-коричневые. Ноги коричневато-жёлтые. Бёдра с длинными белыми волосками. Опистосома серо-коричневая. Спиннереты желтовато-серые.
Длина просомы самцов: 3,2 мм. Длина тела самцов: 4,1-5 мм. Длина просомы самок: 2,1 мм. Длина тела самок: 4,1 мм. Вид Aelurillus blandus был впервые описан французским арахнологом Эженом Симоном в 1871 году под первоначальным названием Attus blandus Simon, 1871.